# BIGCOWFM
BIGCOWFM （大牛FM）是马来西亚的中文网络电台。 大牛FM于2011年4月28日创立。台长是 DANIEL HONG 红大牛，他在15岁时（2011年）创办网络电台。 2025年3月，该电台拥有18位电台主持人和10档精彩节目，包括《添添游琦迹》、《与你探恋爱》、《90我最YOUNG》、《今晚最潮NOW》、《尽情开MIC》、《NIGHT惊悚夜》、《KEPO悄悄话》、《带娃好EASY》、《零听新事界》和《鸣人ONAIR》。而4月1日起，电台更会全面启用AI音乐播歌，创造全马第一。

## 历史
2011年，BIGCOWFM（大牛FM）的主要内容以校园话题为主题的ONAIR直播节目。其宗旨包括培养传媒界人才、提供咨询交流中心、与大牛网络电台合作公司广告宣传、关注时事新闻、分享娱乐话题和发掘新事物，以及关注明星和韩流动向。
在当时，有许多玩家在FUN FUN娱乐城 - Meetoto平台举办歌唱比赛，红大牛作为游戏里的主持人参与其中。这个经历让他发现了自己对主持的兴趣。台长通过Blogspot部落格结合台湾Now.in的广播系统，他开始进行网络电台广播。同时，他还利用部落格的留言功能与听众进行交流。
2012年，BIGCOWFM（大牛FM）迅速引起年轻人的关注，许多来自各地的年轻学生纷纷加入，成为学生电台主播DJ。听众群体涵盖怡保、吉打、柔佛、槟城、沙巴、雪兰莪及吉隆坡等地区。
2013年，BIGCOWFM（大牛FM）升级为专业电台模式，DJ们穿上电台的专属衣服，参与广告TVC的拍摄，并呈现多样化的YOUNG节目。拥有超过500多位听众群在吉隆坡、雪兰莪、槟城、吉打、玻璃市、怡保、沙巴及沙捞越等，听众们可以通过电脑上网或者在TuneIn APP进行收听。
2014年，BIGCOWFM（大牛FM）的FACEBOOK专页粉丝人数飙升至150K赞。当年，大牛网络电台与 STARLIVE 直播商家合作，继续致力于打造专业学生电台，以“走进校园风FUN”为电台的口号。电台也从音频直播方式转换成视频直播。
2015年，BIGCOWFM（大牛FM）将视频直播再次转换成音频直播，大牛网络电台提供24小时好听的音乐和无主播DJ方式进行直播。
2016年，BIGCOWFM（大牛FM）重新出发，举办了5周年的电台新闻发布会，与5位有梦想的DJ携手合作，推出5档精彩节目，总收听率高达1万9千人Google Analytics（分析）。
2017年至2023年期间，电台曾经停播。这主要是由于团队成员因升学关系和个人事业发展而无法持续运营。
2024年，BIGCOWFM（大牛FM）拥有25位电台主持人和10档精彩节目，包括《添添游琦迹》、《与你探恋爱》、《90我最YOUNG》、《今晚最潮NOW》、《零听新事界》、《娱乐FUN转DAY》、《DJ数来榜》、《韩流OH夜》和《鸣人ONAIR》，吸引了11万 (111,091) 名听众收听 Google Analytics（分析）。此外，电台于12月14日推出了马来西亚贺岁新年歌《Good Morning Sir》。

## 收听方式
于 BIGCOWFM 网站、APP线上播出
- 线上收听 （页面存档备份，存于）
- TuneIn App （页面存档备份，存于）

## 音乐作品
| 年份 | 歌曲名字             | 类型   |
| ---- | -------------------- | ------ |
| 2025 | 《Good Morning Sir》 | 新年歌 |

## 电台节目
| 节目名称          | ON AIR 时段                    | 主持人                                                             | 节目类型                   |
| ----------------- | ------------------------------ | ------------------------------------------------------------------ | -------------------------- |
| 《添添游琦迹》    | 每逢星期一 晚上9点 至 晚上10点 | DJ 喜哥、DJ 琦琦                                                   | 旅游、吃喝玩乐             |
| 《与你探恋爱》    | 每逢星期二 晚上9点 至 晚上10点 | DJ KINGSLEY、DJ HILARY 叶咏欣                                      | 爱情故事、谈心             |
| 《九零我最YOUNG》 | 每逢星期三 晚上9点 至 晚上10点 | DJ MICHELLE 曾芷珊、DJ KIWI 罗嘉靖                                 | 90后生活点滴               |
| 《今晚最潮NOW》   | 每逢星期四 晚上9点 至 晚上10点 | DJ DANIEL HONG 红大牛、DJ 邓锦芯、 DJ RACHEL 瑞晶、DJ BEY NEE 贝倪 | 火热话题、趣闻             |
| 《尽情开MIC》     | 每逢星期五 晚上8点 至 晚上9点  | DJ LEON 国祥                                                       | 电影、音乐                 |
| 《NIGHT惊悚夜》   | 每逢星期五 晚上9点 至 晚上10点 | DJ EY 仪云                                                         | 恐怖、鬼故事               |
| 《KEPO悄悄话》    | 每逢星期六 晚上8点 至 晚上9点  | DJ IRIS 美缘、DJ NICOLE 慧婷                                       | 八卦话题                   |
| 《带娃好EASY》    | 每逢星期六 晚上9点 至 晚上10点 | DJ XIU YUN 秀云                                                    | 育儿节目                   |
| 《零听新事界》    | 每逢星期日 晚上8点 至 晚上9点  | DJ HUI CI 慧慈、DJ CHUAN XIN 传馨                                  | 00后生活点滴、mbti性格测试 |
| 《鸣人ONAIR》     | 每逢星期日 晚上9点 至 晚上10点 | DJ DANIEL HONG 红大牛、DJ YI HUEY 于慧                             | 访谈节目                   |

## 电台DJ

#### 添添游琦迹
- XI GE 喜哥
- QI QI 琦琦

#### 与你探恋爱
- KINGSLEY
- HILARY 叶咏欣

#### 90我最YOUNG
- MICHELLE 曾芷珊
- KIWI 罗嘉靖

#### 今晚最潮NOW
- DANIEL HONG 红大牛
- JIN XIN 邓锦芯
- RACHEL 瑞晶
- BEY NEE 贝倪

#### 尽情开MIC
- LEON 国祥

#### NIGHT惊悚夜
- EY 仪云

#### KEPO悄悄话
- IRIS 美缘
- NICOLE 慧婷

#### 带娃好EASY
- XIU YUN 秀云

#### 零听新事界
- HUI CI 慧慈
- CHUAN XIN 传馨

#### 鸣人ONAIR
- DANIEL HONG 红大牛
- YI HUI 于慧

#### 娱乐FUN转DAY
- 无

#### 韩流OH夜
- 无

#### DJ数来榜
- 无

## 前电台DJ

#### 2024年
- JANES 周妍希 (2024年7月1日 至 2024年12月31日)
- CHLOE 李芊慧 (2024年1月1日 至 2024年12月31日)
- VIOLET 林秋萍 (2024年1月1日 至 2024年10月31日)
- JUN 苏珮君 (2024年1月1日 至 2024年10月31日)
- CRYSTAL 黄如意 (2024年7月1日 至 2024年10月31日)
- CHU SOOK PENG (2024年3月1日 至 2024年7月31日)
- VIANNA 许瑜恩 (2024年1月1日 至 2024年6月30日)
- PERSIS 吴晨绚 (2024年1月1日 至 2024年6月30日)
- KELVIN 刘思凯 (2024年1月1日 至 2024年6月30日)
- KHAY YUE 庄凯喻 (2024年1月1日 至 2024年6月30日)
- YING XUAN 江盈萱 (2024年1月1日 至 2024年4月30日)
- ZHI YING 萧紫莹 (2024年1月1日 至 2024年3月31日)
- SING YEE 陈馨妤 (2024年1月1日 至 2024年3月31日)
- CLAIRE 周采豫 (2024年1月1日 至 2024年3月31日)

#### 2019年
- GYNIE LAU 菱菱 (2019年7月1日 至 2019年10月10日)
- HAO SHEN (2019年7月1日 至 2019年10月10日)
- XING JIE 蔡幸潔 (2019年7月1日 至 2019年10月10日)
- CHIOW MEI (2019年7月1日 至 2019年10月10日)
- XAVIOR 張韡栃 (2019年7月1日 至 2019年10月10日)

- XIAO HOON 曾小雲 (2019年4月11日 至 2019年7月1日)
- SHIN YUE 锺幸愉 (2019年4月11日 至 2019年7月1日)
- LEE JIA QI 李佳琪 (2019年4月11日 至 2019年7月1日)
- CONNIE 可妮 (2019年4月11日 至 2019年7月1日)
- SCARLETT HO 何欣怡 (2019年4月11日 至 2019年7月1日)
- SHIKO LEW 廖苙廷 (2019年4月11日 至 2019年7月1日)
- AARON CHEN 曾信康 (2019年4月11日 至 2019年6月27日)

#### 2016年
- GOON YUNG 胡力融 (2016年1月1日 至 2016年12月31日)
- CAROLYN YIN 郭可莹 (2016年1月1日 至 2016年12月31日)
- JENNIFER WONG 王杨美 (2016年1月1日 至 2016年12月31日)
- YEE FON 郑钰芬 (2016年1月1日 至 2016年12月31日)
- JANE FOO 傅贝儿 (2016年1月1日 至 2016年12月31日)
- KATHRYN LING (PINKY) 慧凝 (2016年1月1日 至 2016年12月31日)

#### 2015年
- LYCHEE TAN LIAN JEE 陈莲琦 (2015年1月7日 至 2015年8月31日)

#### 2014年
- BENJI KUM JUE XI 爵熙 (2014年1月1日 至 2014年12月31日)
- KIMIKO YEE SOOK YAN 余淑燕 (2014年1月1日 至 2014年12月31日)
- SARAH SAU YEE 李秀旖 (2014年1月1日 至 2014年12月31日)
- LIAU VI TING 刘颖婷 (2014年1月1日 至 2014年12月31日)
- GERNICE 孔婉莹 (2014年1月1日 至 2014年12月31日)
- JENNY TIANG YI JING 程怡静 (2014年1月1日 至 2014年8月4日)

#### 2013年
- YAP MEI XIN 叶美芯 (2013年1月1日 至 2014年12月31日)
- MIKI YAP MEI YEE 叶美余（王后) (2013年1月1日 至 2014年12月31日)
- JANE LEE WERN HUI 李雯慧 (2013年1月1日 至 2013年12月31日)
- JESSICA CHONG MAY HUI 张美惠 (2013年1月1日 至 2013年12月31日)
- CLAUDIA LING 林倩 (2013年1月1日 至 2013年12月31日)
- MELANIE LIM JIN WEN 林衿妏 (2013年1月1日 至 2013年12月31日)
- CHIO YU NING 朱宇宁 (2013年1月1日 至 2013年12月31日)
- YEU MAY 宇玫 (2013年1月1日 至 2013年12月31日)
- LYRA LEE WEI 李微 (2013年1月1日 至 2013年12月31日)

#### 2012年
- PAU YING 周芊邑 (2012年1月1日 至 2013年12月31日)
- KYLE WEN HAN 冼汶翰 (2012年1月1日 至 2013年12月31日)
- PEI SHAN 陈佩珊 (2012年1月1日 至 2013年12月31日)
- KIMBERLY VOON 温秀进 (2012年1月1日 至 2013年12月31日)
- MING NEE 叶铭妤 (2012年1月1日 至 2013年12月31日)

#### 2011年
- ALVIN CHEA 谢宏燊 (2011年4月28日 至 2013年12月31日)
- FRANKIE WONG 黄键嶪 (2011年4月28日 至 2013年12月31日)
- BERNARD 萧永燊 (2011年4月28日 至 2012年12月31日)
- SEIKO TAY LEAN LEE 戴联理 (2011年4月28日 至 2012年12月31日)
- XIIAO LONG (2011年4月28日 至 2012年12月31日)
- YEARON WONG 温依婷 (2011年4月28日 至 2012年12月31日)
- SHERLY TAN 陈佩银（蓝玫瑰）(2011年4月28日 至 2012年12月31日)
- YEEBY YAP 叶瑜佩 (2011年4月28日 至 2012年12月31日)
- LIN SHET 雪霖 (2011年4月28日 至 2012年12月31日)
- AMANDA HENG 雁贝 (2011年4月28日 至 2012年12月31日)
- CARMEN CHEW 佳雯 (2011年4月28日 至 2012年12月31日)
- ALLY WAN (2011年4月28日 至 2012年12月31日)